# やまか
株式会社やまか（英称:YAMAKA  CO.,LTD.）は、神奈川県藤沢市に本部を置き、スーパーマーケットチェーンを運営する企業である。

## 概要
一個人商店であった古屋食料品店を有限会社やまか商店として設立。当時の資本金は300万円であった。以降は店舗を着実に増やし、藤沢・鎌倉地区を中心に15店舗を運営する企業となっている。
1983年以降、シジシージャパンに加盟している。
2018年11月1日より既存店舗の大和中央店を業務スーパーへFC転換。その後、2020年代に入ってから業務スーパーへの転換が続いている。

## 店舗
- 藤沢市
  - 江の島店
  - 本鵠沼店
  - 藤沢店
  - 本町店
  - 片瀬山店
  - 遠藤店（2021年5月6日より業務スーパーFC）
- 鎌倉市
  - 鎌倉店
  - 深沢店
  - 津西店（2020年11月5日より業務スーパーFC）
  - 玉縄店
  - 富士見町店
- 大和市
  - 大和中央店（2018年11月1日より業務スーパーFC）
- 横浜市
  - 南戸塚店
- 茅ヶ崎市
  - 鶴が台店
  - 松林店

この他、生鮮センターを保有する。